# Conferència de Teheran
La conferència de Teheran, 1943, va ser la cimera de les potències aliades durant la Segona Guerra Mundial on es va pactar el desembarcament angloamericà a França per a l'any següent.
A més, Roosevelt va exposar els seus plans per a la creació d'un organisme multinacional que assegurés la pau mundial després de la guerra (l'embrió de l'ONU). I finalment, es van fer plans per envair i desballestar Alemanya en regions, per evitar que un cop acabada la guerra es pogués recuperar com a gran potència militar.
El desembarcament a Normandia es va complir, com s'havia pactat a Teheran, i la tardor de 1944 americans i britànics havien reconquerit gairebé tota França; a l'altre extrem d'Europa, els soviètics havien expulsat les tropes alemanyes del seu territori, i havien penetrat profundament a Polònia i els Balcans. L'assalt final contra la fortalesa de Hitler havia començat, però a l'horitzó apareixien inquietuds importants. A Churchill el preocupava el que poguessin fer els soviètics a l'Europa Oriental un cop acabada la guerra, i per això desitjava poder implicar Stalin en algun acord que hi fes referència. Amb aquest objectiu, i per iniciativa pròpia, va concertar amb el líder soviètic la Quarta Conferència de Moscou.